# مومینه
مومینه ترکیبی از پشم شتر، روغن بز و گل رس بوده‌است که برای چسپاندن شیشه ترکیبی بسیار مناسب و چسپناک بوده و به سرعت نیز خشک می‌شده‌است. به دلیل وجود عنصر روغن در هوای رطوبطی و باران‌ها نیز خودش را شل نکرده و در جای خود ثابت می‌ماند.
در معماری گذشته و قدیم ایرانی ابزارهایی برای نصب و شیشه وجود داشته اما در برخی از موارد نیاز به چسپ بوده تا تزینات و نمای ساختمان جالب تر و زیباتر بشود از این روی مواد مختلفی برای نصب شیشه در بدنه ساختمان به وجود آورده‌اند از جمله سیرش و گل اخرا و یک نوع ترکیب به نام مومینه که در ساختمان‌های قدیم ایرانی بسیار به کار رفته و بیشترین استفاده آن در شیشه‌های ثابت اندرونی یا برونی بوده‌است.
این نوع مصالح بیشتر در فلات مرکزی ایران مورد استفاده قرار می‌گرفته و در شرق فلات ایران بوده‌است.